# NGC 1169
NGC 1169 is een balkspiraalstelsel in het sterrenbeeld Perseus. Het hemelobject werd op 11 december 1786 ontdekt door de Duits-Britse astronoom William Herschel.

## Synoniemen
- PGC 11521
- UGC 2503
- MCG 8-6-25
- ZWG 554.20